# Qian Haitao
Qian Haitao (12 agosto 1996) è un lottatore cinese, specializzato nella lotta greco-romana.

## Biografia
Ai campionati mondiali di Nur-Sultan 2019 ha vinto la medaglia di bronzo negli 82 chilogrammi.

## Palmarès
- Mondiali

Nur-Sultan 2019:  bronzo negli 82 kg.
- Asiatici

Xi'an 2019: bronzo negli 82 kg.